# Ратрак
Ратрак (RATRAC) e широко разпространено жаргонно наименование (международно) на високопроходимите снегоутъпкващи машини.

## Устройство
В основата си, 'ратракът' е обикновен булдозер, пригоден за работа в сурови зимни условия.
Представлява продълговато самоходно шаси, снабдено с нестандартно-широки (>1m) гъсенични вериги при машините за поддръжка на ски писти и кабина отпред.
Широките вериги спомагат за намаляване натиска върху снега до стойности от порядъка на 50–60 g/cm² (=5–6 kN/m²) и служат за по ефективна работа на ски писти.
Това позволява успешно придвижване и висока проходимост върху дълбок пресен сняг, както и работа при екстремни наклони.
Веригите са изработени не от снадени метални елементи, а от широки гумени ленти със закрепени върху тях продълговати метални резци.
Обикновено е оборудван с гребло (отпред) и фреза или "дъска" (отзад), също така може да се монтират пътнически кабини или други устройства.
Тези машини биват използвани предимно за обработка на ски-писти, но също така и за наблюдение, превоз и спасителни
акции в зимната планина или арктическия пояс. Модерните машини за поддръжка на ски писти обичано са екипирани със специална лебедка която може да се върти на 360 градуса. С нейна помощ при изравняването на пистите, снегът може да се качва на горе.
В миналото в ратраците са използвани механични трансмисии. При съвременните машини преобладават хидравличните такива.

## История
Прякорът „Ратрак“ произхожда от марката на първите машини от този тип, продавани в Европа през 60-те години – "Ratrac"
В началото това са били американски машини на фирмите Thiokol и LMC,
които някой си Schleuninger внасял през океана и продавал под търговската марка "Ratrac".
Начинанието се оказва успешно, но през 80-те години фирмата е погълната от швейцарската Rolba – тогава се появяват и
снегоутъпкващите машини с тази марка.
По късно (в началото на 90-те) името е променено на "Ratrak" (с 'К' накрая), но в крайна сметка
бизнеса е продаден на конкурента Formatic Архив на оригинала от 2016-02-05 в Wayback Machine.. През 90-те и Rolba е погълната от гиганта Bucher-Guyer.
Резервни части за старите машини са налични и днес.
Основни производители на снегоутъпкващи машини (ратраци) в наши дни са фирмите Kässbohrer, Camoplast и Leitner Group.